# Dirt Floor
Albums de Chris Whitley
Terra Incognita (album de Chris Whitley)
(1997) Live at Martyrs
(1999)
Dirt Floor est le quatrième album du chanteur américain Chris Whitley, sorti en 1998 sur le label indépendant Messenger Records pour les États-Unis, et chez Ulftone pour l'Europe. C'est le premier album sorti par Chris Whitley après son éviction de la maison de disques Sony/Columbia, et il marque le début de la carrière indépendante de l'artiste.
L'album a été produit par Craig Street, et la captation des sessions par Danny Kadar s'est effectuée en direct sur un magnétophone analogique deux-pistes, avec un seul micro d'ambiance. La grange du père de Chris Whitley à Bellows Falls, Vermont s'improvisa studio d'enregistrement.
L'album réputé pour la pureté de son enregistrement est sorti dans les formats audiophiles 24-bit/96 kHz, ainsi qu'en vinyl.
La version européenne comprend une reprise de The Model de Kraftwerk interprétée au banjo, ainsi que deux titres en concert où apparait Trixie Whitley.

## Musiciens
- Chris Whitley : Chant, guitare National Acoustic, guitare acoustique, banjo, stomp box

## Liste des Titres
| No  | Titre                      | Musique                                           | Durée |
| --- | -------------------------- | ------------------------------------------------- | ----- |
| 1.  | Scrapyard Lullaby          | Chris Whitley                                     | 03:42 |
| 2.  | Indian Summer              | Chris Whitley                                     | 03:39 |
| 3.  | Accordingly                | Chris Whitley                                     | 03:27 |
| 4.  | Wild Country               | Chris Whitley                                     | 03:08 |
| 5.  | Ballpeen Hammer            | Chris Whitley                                     | 02:38 |
| 6.  | From One Island to Another | Chris Whitley                                     | 02:17 |
| 7.  | Altitude                   | Chris Whitley                                     | 02:52 |
| 8.  | Dirt Floor                 | Chris Whitley                                     | 02:10 |
| 9.  | Loco Girl                  | Chris Whitley                                     | 03:09 |
| 10. | The Model                  | Karl Bartos, Ralf Hütter, Emil Schult (Kraftwerk) | 02:58 |
| 11. | Alien                      | Chris Whitley                                     | 04:45 |
| 12. | Living With The Law        | Chris Whitley                                     | 03:57 |